# Brogden
Brogden ist ein Census-designated place (CDP) in Wayne County im US-Bundesstaat North Carolina. Die Volkszählung von 2020 erfasste 2.510 Einwohner. Der CDP wurde im Jahr 2002 erstmals vom Census definiert.

## Lage
Der Ort liegt bei den Koordinaten 35° 17' 46.12" Nord 78° 1' 30.17" West auf einer Höhe von 46 Metern über dem Meeresspiegel südlich von Goldsboro, dem County Seat von Wayne County. Die 5,8 km² große Fläche des Gebietes setzt sich zusammen aus 5,7 km² Land- und 0,1 km² Wasserfläche. Entlang der Westgrenze des Gebietes verläuft eine Nebenstrecke der US-117.